# Flandern-Rundfahrt 1914
Die Flandern-Rundfahrt 1914 war die zweite Austragung dieses Rennens. Sie fand am 22. März statt.

## Streckenführung
Das Rennen begann wie im Vorjahr auf der Rooigemlaan in Gent und führte im Uhrzeigersinn durch die größeren Städte Ost- und Westflanderns, unter anderem durch die Orte Lokeren, Sint-Niklaas, Dendermonde, Aalst, Zottegem, Oudenaarde, Harelbeke, Kortrijk, Ingelmunster, Izegem, Roeselare, Torhout, Gistel, Brügge, Maldegem, Eeklo, Lotenhulle und Vinderhoute. Das Ziel war auf der Radrennbahn von Evergem vor den Toren von Gent. Der Parcours war damit kürzer als im Vorjahr, da über einen Schlenker zur Küste bei Ostende verzichtet wurde. Nennenswerte Steigungen gab es nicht. Die Länge betrug etwa 280 km.

## Rennverlauf

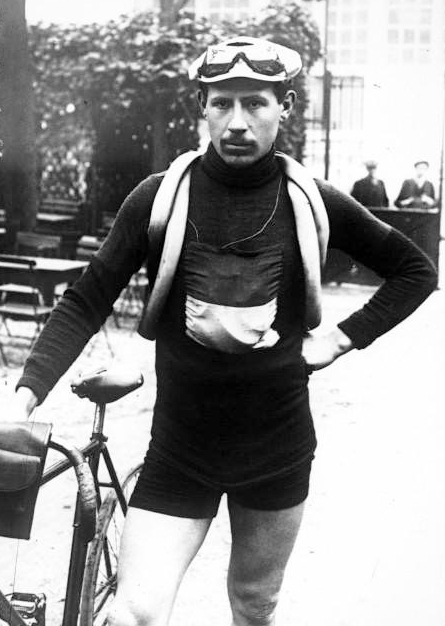
Marcel Buysse (hier bei der Tour de France 1913) gewann die zweite Ausgabe der Flandern-Rundfahrt.

Wie im Vorjahr hatten französische Profi-Mannschaften ihre Fahrer nicht für das Rennen freigegeben. Nicht dabei waren daher die Ersten und Zweiten des Vorjahrs, Paul Deman und Joseph Vandaele, oder auch Charles Crupelandt und Jules Masselis. Marcel Buysse setzte sich über die Anweisungen seiner Alcyon-Mannschaft hinweg und ging dennoch an den Start, der um 7:10 Uhr in der Rooigemlaan erfolgte. Insgesamt waren 52 Fahrer anwesend.
Zwischen Zottegem und Ingelmunster war Henri Vanlerberghe allein in Führung, wurde aber von einer kleinen Gruppe wieder eingeholt. Eine Gruppe von acht Fahrern erreichte schließlich um 17:30 Uhr gemeinsam Evergem. Auf der Radrennbahn waren mindestens 9000 Zuschauer zugegen, und im Gedränge kamen zwei Fahrer zu Fall. Buysse hatte Vanlerberghe angeboten, den Gewinn zu teilen, falls jener den Sprint für ihn anzog, was Vanlerberghe auch tat. Buysse kam jedoch (laut Vanlerberghe) nur an ihm vorbei, indem er ihn am Trikot zog. Jedenfalls gewann Buysse den Sprint um zwei Radlängen. Die ersten Zehn des Klassements waren wie folgt:
|    | Fahrer             | Zeit     |
| -- | ------------------ | -------- |
| 1  | Marcel Buysse      | 10h 20'  |
| 2  | Henri Vanlerberghe | gl. Zeit |
| 3  | Pierre Vandevelde  | gl. Zeit |
| 4  | Aloïs Persijn      | gl. Zeit |
| 5  | Achiel Depauw      | gl. Zeit |
| 6  | August Dierickx    | gl. Zeit |
| 7  | Georges Monseur    | gl. Zeit |
| 8  | Alfons Spiessens   | gl. Zeit |
| 9  | Auguste Benoît     | + 2'     |
| 10 | Julien Tuytten     | + 8'     |